# Сумісництво
Сумісництво — форма вторинної зайнятості: виконання працівником іншої оплачуваної роботи за трудовим договором у вільний від основної роботи час на тому самому чи на іншому підприємстві, в установі, організації чи в особи фізичної. Робота за сумісництвом у того ж роботодавця називається «внутрішнє сумісництво», а робота в іншого роботодавця — «зовнішнє сумісництво».